# Kraina południowobałtycka
Kraina Południowobałtycka – kraina zoogeograficzna w północnej i centralno-zachodniej Polsce (pas pobrzeży, pojezierze Wielkopolskie, Zachodniopomorskie, Południowopomorskie, Wzniesienia Zielonogórskie), należąca do prowincji europejsko-zachodniosyberyjskiej wchodzącej w skład Palearktyki.

## Charakterystyka
Kraina południowobałtycka jest pokryta licznymi jeziorami i rzekami i znajduje się pod wpływem klimatu atlantyckiego i kontynentalnego. Występują tu ryby siejowate, łososiowate, a dawniej również jesiotrowate. Ssaki reprezentuje: lis, wilk, wiewiórka, popielica, orzesznica, rzadko wydra, a również chronione: żubr i związany z wodą bóbr. Pojawiają się elementy nowe: szczur piżmowy - piżmak z południowego zachodu oraz jenot ze wschodu. Krainę charakteryzuje duża rozmaitość ptactwa - występują tu kaczki, gęsi, bociany, łabędzie, kormorany, a nad brzegami Bałtyku: siewka obrożna, rybitwa, ostrygojad i zimą - kaczka lodówka. Obszary położone bardziej na południu zamieszkują ptaki przestrzeni otwartych: kuropatwa, skowronek. Nowym elementem pochodzącym z południowego wschodu jest gołąb sierpówka. Gady reprezentują: jaszczurka zielona i zwinka, padalec, żmija miedzianka, rzadziej zygzakowata, zaskroniec i żółw błotny.

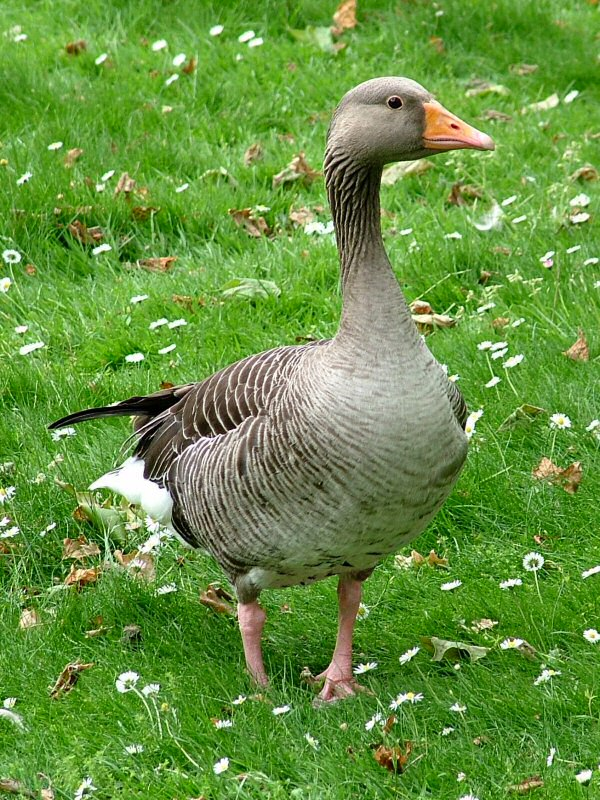
Gęś gęgawa jest charakterystycznym ptakiem dzielnicy południowobałtyckiej
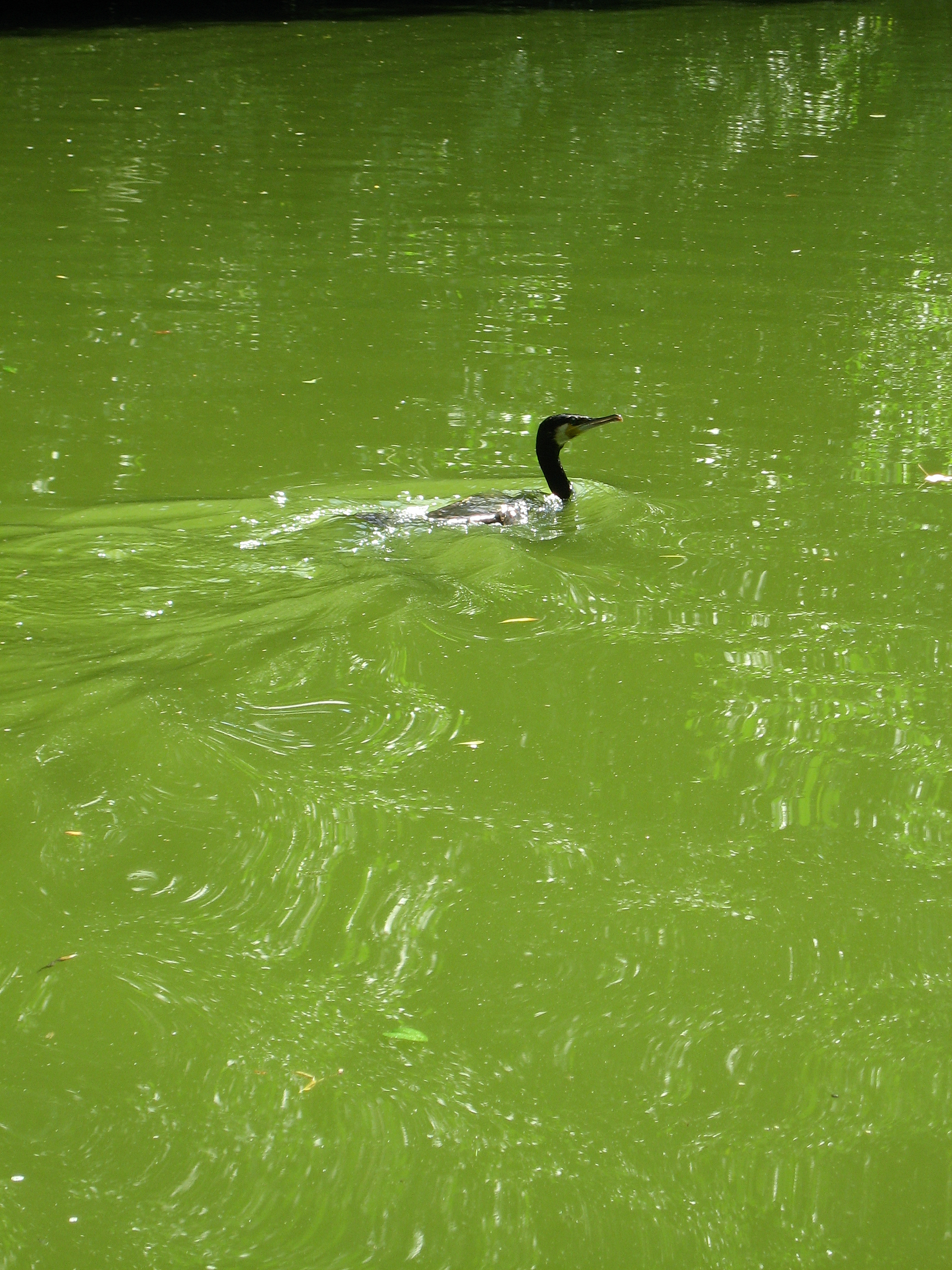
Kormorana łatwo można spotkać nad większymi zbiornikami wodnymi
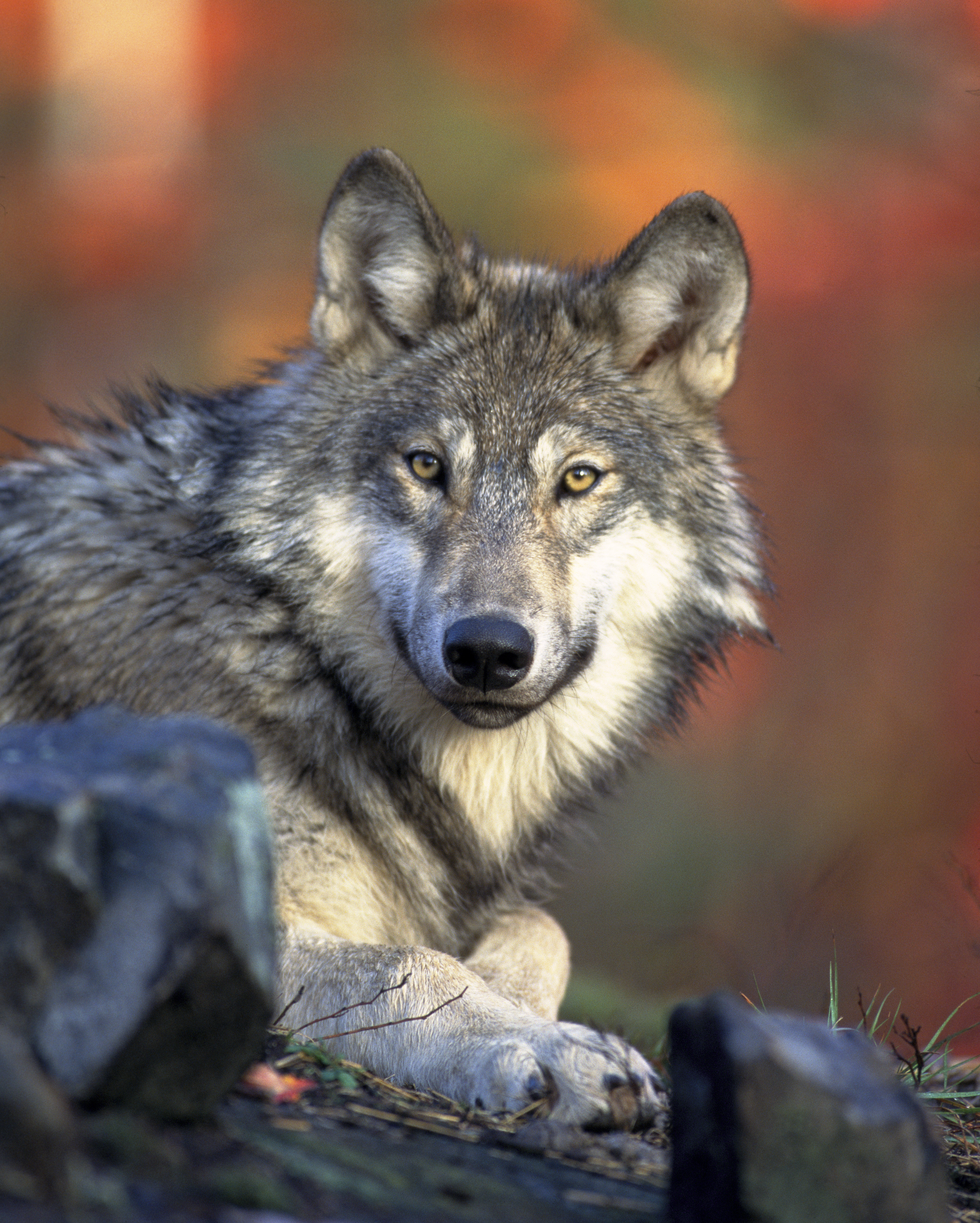
Wilk występuje w dużych kompleksach leśnych krainy południowobałtyckiej, np. Borach Tucholskich